# حواصیل شب تاج‌سیاه
حواصیل شب تاج‌سیاه یا حواصیل شب، پرنده‌ای از راسته پلیکان‌سانان و خانواده حواصیلان است که در همه جای جهان یافت می‌شود.

## شرح
حواصیل شب بالغ حدود ۶۴ سانتی‌متر طول و وزن ۸۰۰ گرم دارد. آنها دارای تاج‌های سیاه و سفید و پرهای سفید یا خاکستری و چشمان قرمز و پاهای زرد و کوتاه می‌باشند.